# Doña Francisquita (película de 1952)
Doña Francisquita es una película española de 1952 dirigida por Ladislao Vajda, basado en la  zarzuela homónima con libreto de Federico Romero Sarachaga y Guillermo Fernández-Shaw, basada a su vez  en la comedia La discreta enamorada de Félix Lope de Vega, con música del maestro Amadeo Vives. Esta película fue presentada en el Festival de Cannes de 1953.

## Sinopsis
Francisquita ama en secreto a Fernando, pero éste se ha enamorado de Aurora, una madrileña castiza acostumbrada a coquetear con todos los hombres. Cardona amigo de Fernando decide ayudar a Francisquita, aun a riesgo de enredarlo todo.
.

## Reparto
- Mirtha Legrand como Doña Francisquita.
- Armando Calvo como Fernando.
- Antonio Casal como Cardona.
- Manolo Morán como Lorenzo.
- Emma Penella como Aurora 'La Beltrana'.
- Julia Lajos como Doña Francisca.
- José Isbert como Maestro Lambertini.
- Jesús Tordesillas como Don Matías.
- Ángel Álvarez como un señor.
- Antonio Riquelme como Pepe.